# Hayden Paddon
Hayden Paddon (Geraldine, Nueva Zelanda; 20 de abril de 1987) es un piloto de rally neozelandés. Desde 2014 compite en el Campeonato Mundial de Rally con el equipo oficial Hyundai.

## Trayectoria
Paddon fue piloto del Pirelli Star Driver, lo que le permitió disputar el Campeonato de Producción 2010 con un Mitsubishi Lancer. Obtuvo una victoria en Nueva Zelanda, dos segundos puestos y dos terceros, por lo que acabó tercero en el campeonato. En 2011 ganó el Campeonato de Producción con un Subaru Impreza propio, al acumular cuatro victorias consecutivas en Portugal, Argentina, Finlandia  y Australia.
El piloto ascendió al Campeonato Mundial de Rally Super 2000 en 2012. Al volante de un Škoda Fabia particular, venció en Portugal y Nueva Zelanda, terminó cuarto en Suecia y quinto en España. Así, se colocó cuarto en la clasificación final. En 2013 disputó dos fechas del renombrado WRC 2 con un Škoda Fabia, obteniendo dos terceros puestos y un quinto. Además corrió en el Rally de Ypres del Campeonato Europeo de Rally, donde abandonó. Por último, disputó el Rally de España con un Ford Fiesta WRC del equipo M-Sport.
En 2014, Paddon se convirtió en piloto oficial de Hyundai en el Campeonato Mundial de Rally. Disputó seis fechas con uno de los Hyundai i20 WRC, logrando un sexto puesto y dos octavos. 
Luego de ausentarse en el Rally de Montecarlo de 2015, el neozelandés disputó las demás fechas del Campeonato Mundial con Hyundai. Resultó segundo en Cerdeña, cuarto en Polonia, quinto en Suecia, Francia, Australia y Gran Bretaña, y sexto en Cataluña. Esto le significó acabar noveno en el campeonato absoluto.
En el primer rally de temporada 2017, el Rally de Montecarlo, Paddon chocó en la primera etapa, perdiendo el control y volcando su Hyundai i20 Coupe WRC. Un espectador murió en el incidente tras ser golpeado por la parte trasera derecha del coche de Paddon. Aunque el coche de Paddon no sufrió daños graves y podría haber continuado, el equipo Hyundai Motorsport retiró a Paddon del rally como muestra de respeto. Antes de la sexta ronda en Portugal, el copiloto de Paddon durante mucho tiempo, John Kennard, decidió retirarse por lesión, y fue reemplazado por el británico Sebastian Marshall.
En marzo de 2022, Hayden Paddon se asoció con Hyundai New Zealand para inscribir un automóvil en el WRC-2. En su regreso al Campeonato Mundial de Rally, Paddon volvió a contar a su lado con John Kennard en el Hyundai i20 N Rally2 que estuvo a cargo de Hyundai New Zealand, con el equipo kiwi encargado de la gestión de ingenieros, técnicos y del equipo. En el Rally de Estonia, Paddon no se sentía bien en la noche del jueves pero tras un test de Covid-19 negativo, disputó la primera jornada. En la mañana, Paddon seguía sintiéndose mal y no podía concentrarse en los tramos ni en el manejo. Al mediodía se realizó otra prueba de Covid-19 y el resultado fue positivo. Por lo cual tuvo que seguir todos los protocolos de Covid, lo que significó su retirada del rally.

## Palmarés

### Títulos
| Año  | Título                         | Automóvil                | Copiloto     |
| ---- | ------------------------------ | ------------------------ | ------------ |
| 2008 | Campeón Neozelandés de Rally   | Mitsubishi Lancer Evo IX | John Kennard |
| 2009 | Campeón Neozelandés de Rally   | Mitsubishi Lancer Evo IX | John Kennard |
| 2011 | Campeón del PWRC               | Subaru Impreza WRX STI   | John Kennard |
| 2013 | Campeón Neozelandés de Rally   | Mitsubishi Lancer Evo IX | John Kennard |
| 2018 | Campeón Neozelandés de Rally   | Hyundai i20 AP4+         | John Kennard |
| 2021 | Campeón Neozelandés de Rally   | Hyundai i20 AP4+         | John Kennard |
| 2022 | Campeón Neozelandés de Rally   | Hyundai i20 AP4+         | John Kennard |
| 2022 | Campeón Asia-Pacífico de Rally | Hyundai i20 AP4          | John Kennard |
| 2023 | Campeón Europeo de Rally       | Hyundai i20 N Rally2     | John Kennard |
| 2023 | Campeón Neozelandés de Rally   | Hyundai i20 N Rally2     | John Kennard |
| 2024 | Campeón Europeo de Rally       | Hyundai i20 N Rally2     | John Kennard |
| 2024 | Campeón Asia-Pacífico de Rally | Hyundai i20 N Rally2     | Jared Hudson |

### Victorias

#### Victorias en el WRC
| # | Rally               | Temp. | Copiloto     | Auto            |
| - | ------------------- | ----- | ------------ | --------------- |
| 1 | 36° Rally Argentina | 2016  | John Kennard | Hyundai i20 WRC |

#### Victorias en el WRC-2
| # | Rally                        | Temp. | Copiloto     | Auto                 |
| - | ---------------------------- | ----- | ------------ | -------------------- |
| 1 | 45th Repco Rally New Zealand | 2022  | John Kennard | Hyundai i20 N Rally2 |

#### Victorias en el SWRC
| # | Rally                           | Temp. | Copiloto     | Auto              |
| - | ------------------------------- | ----- | ------------ | ----------------- |
| 1 | 46.º Vodafone Rally de Portugal | 2012  | John Kennard | Škoda Fabia S2000 |
| 2 | 42nd Rally of New Zealand       | 2012  | John Kennard | Škoda Fabia S2000 |

#### Victorias en el PWRC
| # | Rally                           | Temp. | Copiloto     | Auto                     |
| - | ------------------------------- | ----- | ------------ | ------------------------ |
| 1 | 40th Rally of New Zealand       | 2010  | John Kennard | Mitsubishi Lancer Evo IX |
| 2 | 45.º Vodafone Rally de Portugal | 2011  | John Kennard | Subaru Impreza WRX STi   |
| 3 | 31.er Rally Argentina           | 2011  | John Kennard | Subaru Impreza WRX STi   |
| 4 | 61st Neste Oil Rally Finland    | 2011  | John Kennard | Subaru Impreza WRX STi   |
| 5 | 21st Rally Australia            | 2011  | John Kennard | Subaru Impreza WRX STi   |

#### Victorias en el ERC
| # | Rally                                                                                 | Temp. | Copiloto     | Auto                 |
| - | ------------------------------------------------------------------------------------- | ----- | ------------ | -------------------- |
| 1 | 36.º Rally Serras de Fafe, Felgueiras, Boticas, Vieira do Minho e Cabeceiras de Basto | 2023  | John Kennard | Hyundai i20 N Rally2 |
| 2 | 4. JDS Machinery Rali Ceredigion                                                      | 2024  | John Kennard | Hyundai i20 N Rally2 |

## Resultados

### Campeonato Mundial de Rally
| Año  | Equipo                         | Automóvil                        | 1      | 2      | 3      | 4      | 5       | 6       | 7       | 8       | 9       | 10     | 11      | 12     | 13     | 14    | 15  | 16      | Posi. | Puntos |
| ---- | ------------------------------ | -------------------------------- | ------ | ------ | ------ | ------ | ------- | ------- | ------- | ------- | ------- | ------ | ------- | ------ | ------ | ----- | --- | ------- | ----- | ------ |
| 2007 | Paddon Direct Green Team       | Mitsubishi Lancer Evolution VIII | MON    | SWE    | NOR    | MEX    | POR     | ARG     | ITA     | GRE     | FIN     | GER    | NZL 49  | ESP    | FRA    | JPN   | IRL |         | -     | 0      |
| 2007 | Team Jordan                    | Mitsubishi Lancer Evolution IX   |        |        |        |        |         |         |         |         |         |        |         |        |        |       |     | GBR Ret | -     | 0      |
| 2008 | Paddon Direct Green Team       | Mitsubishi Lancer Evolution IX   | MON    | SWE    | MEX    | ARG    | JOR     | ITA     | GRE     | TUR     | FIN     | GER    | NZL 12  | ESP    | FRA    | JPN   | GBR |         | -     | 0      |
| 2009 | Hayden Paddon                  | Mitsubishi Lancer Evolution IX   | IRL    | NOR    | CYP    | POR    | ARG     | ITA     | GRC     | POL     | FIN     | AUS 9  | ESP     | GBR    |        |       |     |         | -     | 0      |
| 2010 | Pirelli Star Driver            | Mitsubishi Lancer Evolution X    | SWE    | MEX    | JOR    | TUR 26 |         | POR 20  | BUL     | FIN 21  | DEU 19  | JPN    | FRA 35  | ESP    | GBR 19 |       |     |         | -     | 0      |
| 2010 | Hayden Paddon                  | Mitsubishi Lancer Evolution IX   |        |        |        |        | NZL 14  |         |         |         |         | JPN 12 |         |        |        |       |     |         | -     | 0      |
| 2011 | New Zealand World Rally Team   | Subaru Impreza WRX STi           | SWE    | MEX    | POR 11 | JOR    | ITA     | ARG 9   | GRE     | FIN 19  | DEU     | AUS 6  | FRA     | ESP 34 | GBR 13 |       |     |         | 18º   | 10     |
| 2012 | Hayden Paddon                  | Škoda Fabia S2000                | MON    | SWE 23 | MEX    | POR 16 | ARG     | GRE     | NZL 12  | FIN Ret | DEU     | GBR 26 | FRA Ret | ITA    | ESP 20 |       |     |         | -     | 0      |
| 2013 | Hayden Paddon                  | Škoda Fabia S2000                | MON    | SWE    | MEX    | POR    | ARG     | GRE     | ITA     | FIN 11  | DEU 8   | AUS 17 | FRA     |        |        |       |     |         | 17º   | 8      |
| 2013 | Qatar M-Sport World Rally Team | Ford Fiesta RS WRC               |        |        |        |        |         |         |         |         |         |        |         | ESP 8  | GBR    |       |     |         | 17º   | 8      |
| 2014 | Hyundai Motorsport N           | Hyundai i20 WRC                  | MON    | SWE    | MEX    | POR    | ARG     | ITA 12  | POL 8   | FIN 8   | DEU     | AUS 6  | FRA     | ESP 9  | GBR 10 |       |     |         | 14º   | 19     |
| 2015 | Hyundai World Rally Team       | Hyundai i20 WRC                  | MON    | SWE 5  |        |        |         |         |         |         |         | AUS 5  |         |        | GBR 5  |       |     |         | 9º    | 84     |
| 2015 | Hyundai Motorsport N           | Hyundai i20 WRC                  |        |        | MEX 17 | ARG 16 | POR 8   | ITA 2   | POL 4   | FIN Ret | DEU 9   |        | FRA 5   | ESP 6  |        |       |     |         | 9º    | 84     |
| 2016 | Hyundai Motorsport N           | Hyundai i20 WRC                  | MON 25 |        | MEX 5  | ARG 1  |         |         |         |         | GER 5   | CHN C  | FRA 6   | ESP 4  | GBR 4  |       |     |         | 4º    | 138    |
| 2016 | Hyundai Motorsport             | Hyundai i20 WRC                  |        | SWE 2  |        |        | POR Ret | ITA Ret | POL 3   | FIN 5   |         |        |         |        |        | AUS 4 |     |         | 4º    | 138    |
| 2017 | Hyundai Motorsport             | Hyundai i20 Coupe WRC            | MON WD | SWE 7  | MEX 5  | FRA 6  | ARG 6   | POR Ret | ITA Ret | POL 2   | FIN Ret | GER 8  | ESP     | GBR 8  | AUS 3  |       |     |         | 8º    | 74     |
| 2018 | Hyundai Motorsport             | Hyundai i20 Coupe WRC            | MON    | SWE 5  | MEX    | FRA    | ARG     | POR Ret | ITA 4   | FIN 4   | GER     | TUR 3  | GBR 7   | ESP    | AUS 2  |       |     |         | 8º    | 73     |
| 2019 | M-Sport Ford WRT               | Ford Fiesta WRC                  | MON    | SWE    | MEX    | FRA    | ARG     | CHL     | POR     | ITA     | FIN WD  | GER    | TUR     |        | ESP    | AUS C |     |         | NC    | 0      |
| 2019 | M-Sport Ford WRT               | Ford Fiesta R5 Mk. II            |        |        |        |        |         |         |         |         |         |        |         | GBR 38 |        |       |     |         | NC    | 0      |
| 2022 | Hayden Paddon                  | Hyundai i20 N Rally2             | MON    | SWE    | CRO    | POR    | ITA     | SAF     | EST Ret | FIN 11  | BEL     | GRE    | NZL 6   | ESP    | JPN    |       |     |         | 21º   | 8      |

### PWRC
| Año  | Equipo                   | Automóvil                 | 1      | 2       | 3     | 4     | 5     | 6     | Posi. | Puntos |
| ---- | ------------------------ | ------------------------- | ------ | ------- | ----- | ----- | ----- | ----- | ----- | ------ |
| 2007 | Paddon Direct Team Green | Mitsubishi Lancer Evo VII | NZL 17 |         |       |       |       |       | NC    | 0      |
| 2007 | Team Jordan              | Mitsubishi Lancer Evo IX  |        | GBR Ret |       |       |       |       | NC    | 0      |
| 2008 | Paddon Direct Team Green | Mitsubishi Lancer Evo IX  | NZL 4  |         |       |       |       |       | 21º   | 5      |
| 2010 | Pirelli Star Driver      | Mitsubishi Lancer Evo IX  | NZL 1  |         |       | JPN 2 |       |       | 3º    | 97     |
| 2010 | Pirelli Star Driver      | Mitsubishi Lancer Evo X   |        | FIN 3   | DEU 2 |       | FRA 7 | GBR 3 | 3º    | 97     |
| 2011 | Hayden Paddon            | Subaru Impreza WRX STi    | POR 1  | ARG 1   | FIN 1 | AUS 1 | ESP 8 |       | 1º    | 104    |

### SWRC
| Año  | Equipo        | Automóvil         | 1   | 2     | 3     | 4     | 5       | 6     | 7       | 8     | Pos. | Puntos |
| ---- | ------------- | ----------------- | --- | ----- | ----- | ----- | ------- | ----- | ------- | ----- | ---- | ------ |
| 2012 | Hayden Paddon | Škoda Fabia S2000 | MON | SWE 4 | POR 1 | NZL 1 | FIN Ret | GBR 7 | FRA Ret | ESP 5 | 4º   | 78     |

### WRC-2
| Año  | Equipo        | Automóvil            | 1   | 2   | 3   | 4   | 5   | 6   | 7       | 8     | 9     | 10    | 11    | 12  | 13  | Pos. | Puntos |
| ---- | ------------- | -------------------- | --- | --- | --- | --- | --- | --- | ------- | ----- | ----- | ----- | ----- | --- | --- | ---- | ------ |
| 2013 | Hayden Paddon | Škoda Fabia S2000    | MON | SWE | MEX | POR | ARG | GRE | ITA     | FIN 3 | GER 3 | AUS 5 | FRA   | ESP | GBR | 13.º | 40     |
| 2022 | Hayden Paddon | Hyundai i20 N Rally2 | MON | SWE | CRO | POR | ITA | SAF | EST Ret | FIN 3 | BEL   | GRE   | NZL 1 | ESP | JPN | 8.º* | 43*    |

### WRC-2 Pro
| Año  | Equipo           | Automóvil             | 1   | 2   | 3   | 4   | 5   | 6   | 7   | 8   | 9   | 10  | 11  | 12    | 13  | 14    | Pos. | Puntos |
| ---- | ---------------- | --------------------- | --- | --- | --- | --- | --- | --- | --- | --- | --- | --- | --- | ----- | --- | ----- | ---- | ------ |
| 2019 | M-Sport Ford WRT | Ford Fiesta R5 Mk. II | MON | SWE | MEX | FRA | ARG | CHL | POR | ITA | FIN | GER | TUR | GBR 4 | ESP | AUS C | 8º   | 12     |

### ERC
| Año  | Equipo          | Automóvl             | 1     | 2     | 3     | 4     | 5     | 6       | 7       | 8     | 9   | 10  | 11  | 12  | Pos. | Puntos |
| ---- | --------------- | -------------------- | ----- | ----- | ----- | ----- | ----- | ------- | ------- | ----- | --- | --- | --- | --- | ---- | ------ |
| 2013 | Symtech Racing  | Ford Fiesta S2000    | AUT   | LAT   | ESP   | AZO   | COR   | YPR Ret | RUM     | CZE   | POL | CRO | SAN | VAL | 62.º | 5      |
| 2022 | Hayden Paddon   | Hyundai i20 N Rally2 | POR   | AZO   | ESP   | POL   | LAT 6 | ITA     | CZE     | CAT   |     |     |     |     | 33.º | 15     |
| 2023 | BRC Racing Team | Hyundai i20 N Rally2 | POR 1 | ESP 2 | POL 2 | LAT 2 | SWE 2 | ITA 3   | CZE Ret | HUN   |     |     |     |     | 1.º  | 163    |
| 2024 | BRC Racing Team | Hyundai i20 N Rally2 | HUN 4 | ESP 6 | SWE 3 | EST 5 | ITA 6 | CZE 12  | GBR 1   | POL 3 |     |     |     |     | 1.º  | 145    |